# Bright Arrey-Mbi
Bright Arrey-Mbi, né le 26 mars 2003 à Kumba au Cameroun est un footballeur allemand qui évolue au poste de défenseur central au SC Braga.

## Biographie

### En club
D'origine camerounaise, Bright Arrey-Mbi est né à Kaarst en Allemagne. En 2014 il déménage avec sa mère en Angleterre et il passe par le club de Norwich City avant d'être formé par le Chelsea FC.
Bright Arrey-Mbi rejoint le Bayern Munich en 2019. Initialement intégré à l'équipe U19, il intègre la réserve à 17 ans, dès la saison 2020-2021.
Il débute en professionnel lors d'un match de Ligue des champions face à l'Atlético de Madrid le 1er décembre 2020. Il est lancé par son entraîneur Hansi Flick, qui le titularise ce jour-là au poste de latéral gauche dans une défense à cinq. Il sort à l'heure de jeu, remplacé par Serge Gnabry, et les deux équipes se séparent sur le score de un partout. Avec cette apparition il devient le plus jeune joueur du Bayern Munich à jouer un match dans cette compétition, à 17 ans et 250 jours .
Le 30 janvier 2022, lors du mercato hivernal, Bright Arrey-Mbi est prêté au FC Cologne pour un an et demi. Ne jouant aucun match avec Cologne, Arrey-Mbi est rappelé de son prêt à l'été 2022, il est ensuite prêté au Hanovre 96 le 30 août 2022, pour une saison.
Le 16 juin 2023, Arrey-Mbi quitte définitivement le Bayern Munich pour s'engager en faveur du Hanovre 96. Il signe un contrat courant jusqu'en juin 2025.

### En équipe nationale
Bright Arrey-Mbi représente l'Angleterre avec les moins de 15 ans avant d'opter pour l'Allemagne à ses 16 ans.
De septembre 2019 à février 2020 il représente l'équipe d'Allemagne des moins de 17 ans. Comptant un total de neuf sélections.